# Educação na Austrália
A educação na Austrália é de essencial responsabilidade dos seus estados e territórios. Cada governo fornece o financiamento e regula as escolas públicas e privadas com sua área de administração. O governo federal financia universidades, mas estes definem o seu próprio currículo. Em geral, o ensino na Austrália segue o modelo de três camadas que incluem o ensino primário (escolas primárias), seguido do ensino secundário (escolas de ensino secundário/alto) e ensino superior (universidades e faculdades).
A avaliação do Programa Internacional de Avaliação de Alunos (PISA) de 2006 listou o sistema educacional da Austrália em 6º em Leitura, 8º em Ciências e 13º em Matemática, em uma escala global incluindo 56 países. O Índice de educação, publicado com o Índice de Desenvolvimento Humano das Nações Unidas em 2009, baseado em dados de 2007, lista a Austrália com 0,993, entre os maiores do mundo, empatado em primeiro lugar com Dinamarca, Finlândia e Nova Zelândia.